# Carlo Tapia
Carlo Tapia (Lanciano, 1565 – Napoli, 16 gennaio 1644) è stato un giurista e nobile italiano, noto principalmente per la sua azione politica svolta in qualità di reggente del Supremo Consiglio d'Italia. Il Tapia contribuì in misura notevole all'elaborazione e all'attuazione dei diversi progetti di riforma del sistema amministrativo e della giustizia del Vicereame di Napoli introdotti nella prima metà del XVII secolo.

## Biografia

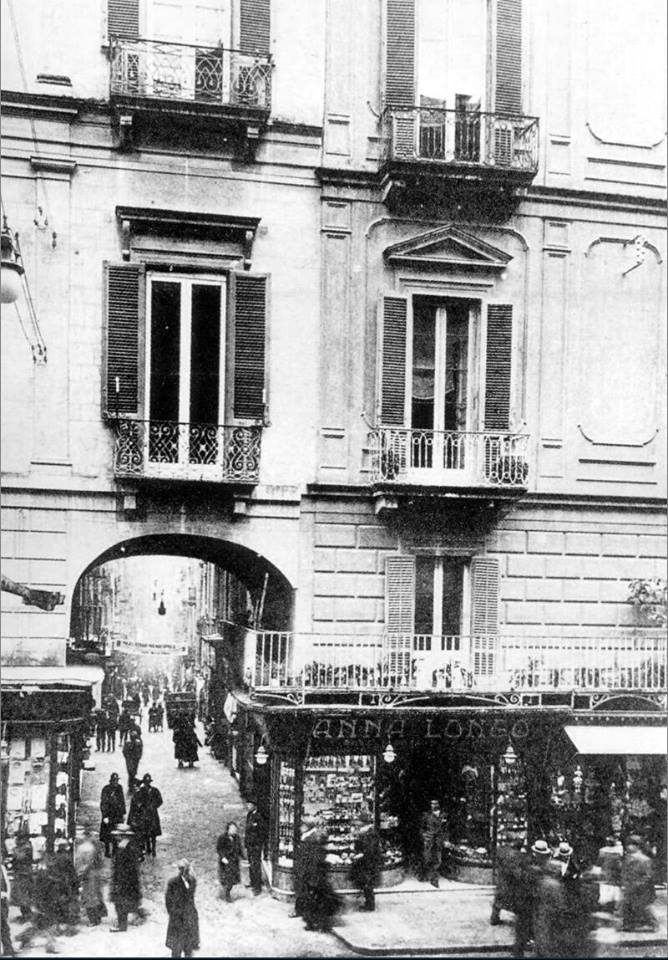
Il Ponte di Tappia visto da via Toledo in una foto della prima metà del XX secolo

Il padre di Carlo, Egidio (nei testi in spagnolo menzionato con il nome Gil) Tapia, era nato a Lanciano nella provincia degli Abruzzi nel reame di Napoli. Egidio era figlio di un giurista originario di Salamanca, trasferitosi in Italia. Altre fonti menzionano Egidio come nativo della Spagna, giunto in Italia intorno alla metà del XVI secolo (più precisamente nel 1544). Egidio, formatosi in diritto presso l'università di Padova, era entrato nell'amministrazione del vicereame, venendo nominato nel 1565 uditore a Salerno (sede di udienza del Principato Citra), nel 1567 giudice della Gran Corte penale della Vicarìa e nel 1575 presidente di sezione della Camera della Sommaria, tribunale amministrativo del Regno di Napoli.
La famiglia Tapia si era integrata nel tessuto sociale lancianese: la madre di Carlo era infatti Isabella Ricci (anche menzionata con i cognomi Riccia e Riccio), appartenente ad una famiglia della piccola nobiltà locale. Isabella era, secondo diverse fonti, la figlia di uno zio di Egidio, anch'egli spagnolo, il militare Francesco (o Francisco) de Tapia (altri testi tuttavia asseriscono che questo Francesco non fosse, nonostante portasse il medesimo cognome, imparentato con Egidio). Francesco, già capitano nell'esercito imperiale, si era stabilito a Lanciano, dove aveva sposato Violante Ricci dei baroni di Pietraferrazzana. Carlo era il figlio primogenito di Egidio e Isabella e nacque a Lanciano nel 1565. Rimasto orfano di padre nel 1578, Carlo poté nondimeno terminare gli studi in ambito giuridico, addottorandosi nel 1583.
Pur esercitando l'avvocatura non abbandonò lo studio teorico del diritto, dando alle stampe nel 1586 il trattato Caroli Tapiae iureconsulti, origine Hispani, ortu Neapolitani, Commentarius in rubricam, et legem finalem. ff. de constitutionibus principum in qua tota fere priuilegiorum materia explicatur. Grazie alla protezione di due colleghi del padre (sotto la cui tutela era stato posto sin dalla scomparsa di quest'ultimo), Francisco Álvarez de Ribera (il quale aveva rivestito le funzioni di luogotenente della Regia Camera della Sommaria dal 1580, di reggente della Cancelleria dal 1588 e di membro del Supremo Consiglio d'Italia dal 1597) e di Girolamo Olzignano (padovano, professore del diritto, anch'egli membro della Regia Camera della Sommaria) poté muovere i primi passi nella pubblica amministrazione del vicereame: nel 1588 venne nominato uditore per la provincia di Principato Ultra.
Valutato positivamente l'operato del Tapia, il viceré Juan de Zúñiga y Avellaneda lo promosse ad uditore a Salerno nel 1591. Le attività svolte dal Tapia nella veste di uditore gli fornirono materiale che sarebbe stato alla base del Trattato dell'abbondanza, pubblicato tuttavia diversi anni più tardi. Il Tapia poté contare sull'appoggio anche del nuovo viceré, entrato in carica nel 1595, Enrique de Guzmán y Ribera, destinatario di una sua missiva, contenente ragguagli sullo stato delle finanze e sull'approvvigionamento dei generi alimentari nelle provincie del vicereame. Nel 1596 Carlo Tapia ottenne la nomina a giudice della Gran Corte della Vicarìa, seguita ad un anno di distanza dalla nomina a membro del Sacro regio consiglio. Nel 1598 dette avvio ad un'opera di riforma del diritto del vicereame, imperniata sulla difesa dell'autonomia del ceto togato e sul suo ruolo di controllo dell'operato del viceré, attuato attraverso il consiglio collaterale. Altro ambito di azione del Tapia fu la difesa della preminenza del governo centrale in rapporto alle prerogative baronali.
Nel 1604 il Tapia ricevette un contributo di 1000 ducati per la pubblicazione di una delle sue opere più significative, lo Ius Regni Neapolitani, ex constitutionibus, capitolis, ritibus, pragmaticis, neapolitanum privilegis. Tale opera, articolata su sette volumi, era stata iniziata nel 1598, con l'intento di presentare e commentare il complesso delle norme giuridiche del Regno di Napoli stratificatesi dal XIII secolo in avanti. I primi due volumi vennero stampati nel 1605, seguiti dal terzo nel 1608, il quarto e il quinto nel 1633, il sesto nel 1636 e il settimo nel 1643. Il risentimento e la gelosia accumulate da parte di molti nei confronti del Tapia a ragione del suo rapido avanzamento e delle decisioni da lui prese nel Sacro regio consiglio si concretizzarono in accuse presentate in occasione dalla visita in Italia dell'inviato Juan Bautista Beltrán de Guevara nel 1607, dalle quali sarebbe scaturita una formale investigazione da parte dell'inviato (conclusasi nel 1617 con la mite condanna del pagamento di una ammenda di 1609 ducati).
Il Tapia fu in quegli anni un ascoltato consigliere di diversi viceré, in particolare di Pedro Fernández de Castro (in carica dal 1610 al 1616). Nel 1612, grazie anche all'appoggio del viceré, veniva chiamato da Filippo III a ricoprire la carica di reggente del Supremo consiglio d'Italia a Madrid. Nel periodo quindicennale trascorso in tale organo egli fu il portavoce e il mediatore degli interessi del viceregno presso la corte spagnola. Non molto si sa a riguardo della sua attività nel consiglio; la migliore fonte relativamente a tale periodo è la Decisiones Supremi Italiae Senatus che riporta la sua partecipazione a 24 casi discussi dal consiglio. La nomina a tale incarico si accompagnò ad un suo enorme arricchimento e all'accumulazione di titoli e feudi. Maturava tuttavia progressivamente nel Tapia una certa disillusione sull'effettivo potere degli organi consultivi di influenzare in maniera significativa le decisioni della corona, come evidenziato in una lettera privata datata 1620, nella quale esprimeva inoltre la sua intenzione di fare ritorno a Napoli.
L'ascesa di Filippo IV al trono e la contestuale nomina di Gaspar de Guzmán y Pimentel a consigliere del sovrano accentuarono tale sua percezione, tanto da indurlo a chiedere nel 1624 la nomina alla posizione di reggente del consiglio collaterale di Napoli resasi vacante. Personaggio chiave al fine di assicurare il buon esito di tale richiesta fu il viceré Antonio Álvarez de Toledo y Beaumont, che appoggiò inoltre caldamente i progetti di riforma della finanze avanzati dal Tapia. Questi interventi furono per portata i più vasti tra quelli attuati nel XVII secolo. Nella posizione di membro più autorevole del consiglio collaterale il Tapia fu il leader dell'opposizione dei togati all'inviato dalla Spagna Francisco Antonio de Alarcón, intenzionato a riportare sotto il controllo totale della corona l'amministrazione napoletana.
Significativo nel contesto di questa lotta di potere fu il trattato redatto dal Tapia e pubblicato nel 1632, intitolato De praestantia Regalis Cancellariae Napolitanae, riaffermazione e difesa dei poteri e dell'autonomia del consiglio collaterale e dei magistrati. La lotta condotta dai togati si concluse con il loro sostanziale successo, pur aprendo una frattura tra Napoli e Madrid. Nel corso degli anni trenta Gaspar de Guzmán y Pimentel avrebbe cercato di erodere il potere dei togati, cercando di scalzarlo dalle sue posizioni di presidio degli organi burocratici a vantaggio della grande nobiltà, resa politicamente più docile per mezzo di favori politici. Sintomatico del fallimento delle politiche di riforma del Tapia dinanzi all'opposizione di quanti erano interessati al mantenimento dello status quo fu inoltre la sospensione decretata da Madrid del progetto di assestamento finanziario dei municipi del viceregno.
Nel 1635 troviamo il Tapia nella posizione di prefetto dell'annona di Napoli. Rimase comunque membro fino alla morte, avvenuta nel 1644, del consiglio collaterale. Nel 1638 veniva data alle stampe la sua opera dal titolo Trattato dell'abondanza, uno dei primi trattati ad affrontare in maniera sistematica il problema della povertà, analizzandone le cause strutturali e contingenti e proponendo possibili soluzioni.

### Matrimonio e discendenza
Nel 1595 Carlo Tapia si univa in matrimonio con Mariana de Leyva y Carafa, figlia di Juan de Leyva e Beatrice Carafa. Juan era il figlio quintogenito di Luis de Leyva, principe di Ascoli Satriano e della sua consorte Mariana de la Cueva y Cabrera. La coppia ebbe un figlio (nato il 5 gennaio 1598), Francesco Tommaso, conte del Guasto Aimone, cavaliere dell'Ordine di Santiago. Tale matrimonio sancì l'ascesa sociale del Tapia, che ottenne nel 1614 la titolarità di un vasto patrimonio feudale, cedutogli in cambio di vari favori dal cognato Muzio Mormile duca di San Cesario.
Ottenne nel 1614 il titolo di marchese di Castelnuovo e nel 1624 quello di marchese di Belmonte. Il figlio di Carlo Tapia, Francesco Tommaso, si unì in matrimonio con Francisca de Vargas Manrique, marchesa di San Vicente del Barco, figlia ed erede di Fadrique de Vargas y Manrique. Dalla coppia nacque un'unica figlia, Maria. Alla morte di quest'ultima, avvenuta nel 1679 a Napoli, si ebbe l'estinzione della famiglia. Non essendo nati figli dal matrimonio di Maria con Antonio de Fonseca y Leiva, i titoli detenuti da Maria passarono per successione al parente più prossimo, Juan Felipe de Villarroel y Velasco Manrique de Vargas y Sarmiento.

## Toponomastica
A Napoli la via Ponte di Tappia prende il nome dal passaggio (demolito intorno alla metà del XX secolo) costruito nel 1574 dal padre di Carlo Tapia, Egidio, al fine di collegare due palazzi di sua proprietà (uno dei quali era l'edificio oggi noto come palazzo Tocco di Montemiletto) separati da questa strada.
Il comune di Lanciano dopo il 1863 gli ha dedicato, nel quartiere Lancianovecchio, il piazzale San Martino, dove si trova il palazzo del Capitano.

## Opere
- Caroli Tapiae Iureconsulti, origine Hispani, ortu Neapolitani, Commentarius In rubricam, et legem finalem. ff. de constitutionibus Principum. In qua tota fere priuilegiorum materia explicatur, Neapoli, apud Horatium Saluianum, 1586
- Discurso del'habilidad de la iuventud, Napoli, Orazio Salviani, 1590
- Specchio di mormoratori, composto per il dottor Carlo Tapia: nel quale si discorre la gravezza del peccato della mormoratione, per li danni, che fa, e per li castighi, che Iddio gli ha dato, e si danno le regole per fuggirlo, e per non ascoltar li mormoratori, Napoli, Gioseppe Cacchi, 1592
- De religiosis rebus tractatus In authen. ingressi. C. De sacros. Eccles., Neapoli, ex typografia Stelliolae ad Portam Regalem, 1594
- Francisci Alvarez Riberae In Supremo Italiae Consilio regentis vita a Carolo Tapia in eodem Consilio regente descripta, c. 1605
- Francisci Alvarez Riberae in Supremo Italiae Senatu regentis pro augustisissimo Philippo II. Responsum, de successione Regni Portugalliae. Cum additionibus Caroli Tapiae in eodem Senatu regentis, Matriti, apud Lud. Sanctium, 1621
- Decisiones Supremi Italiae Senatus Carolo Tapia marchione Belmontis [...] compilatore in quibus plures casus singulares tam regnorum vtriusque Siciliae, quam status Mediolanensis. Plura etiam ad materiam regiminis eorum, atque praxim Supremi Consilij continentur, Neapoli; excudebat Aegidius Longus: sumptibus Petri Antonij Reghae, 1626
- Decisiones Sacri Neapolitani Concilii Carolo Tapia marchione Belmontis tunc regio consiliario [...], demum in supremo Italiae senatu; & regiam cancellariam regente, ac Collaterali consiliario compilatore, Neapoli, ex typographia Aegidij Longhi, sumptibus Petri Antonii Reghae, 1629
- De praestantia regalis Cancellariae Neapolitanae Carolo Tapia [...] authore, in quo de necessitate, antiquitate praerogatiua, atque potestate cancellariae disseritur, Neapoli, ex regia typographia Aegidij Longhi, 1632
- Trattato dell'abondanza, nel quale si mostrano le cause, dalle quali procede il mancamento delle vittovaglie [..., Napoli, stamp. di R. Mollo, 1638
- Ius Regni Neapolitani, ex constitutionibus, capitulis, ritibus, pragmaticis, Neapolitanorum priuilegijs tum impressis, tum etiam non adhuc typis traditis desumptum. Carolo Tapia [...] consiliario compilatore, Neapoli, ex typographia Io. Iacobi Carlini, 1605-1643.